# Парамонов, Елпидифор Трофимович
Елпидифор Трофимович Парамонов (? — 12 декабря 1909, Ростов-на-Дону) — русский предприниматель, купец. Его именем назван историческо-архитектурный памятник федерального значения «Парамоновские склады», находящийся в Ростове-на-Дону.

## История рода
Род Парамоновых происходил из верхнедонских мест, где в 40 верстах от станицы Нижне-Чирской стоял хутор Парамонов. В начале XIX века казаки Парамоновы начали своё торговое дело.
В ранних списках Торгового Общества казаков по станице Нижне-Чирской, значатся Ларион Иванович Парамонов, вступивший в 1817 году, и Трофим Иванович Парамонов, вступивший в 1829 году.

## Биография

Благодарная мореходка Российским меценатам

Елпидифор принял купеческую присягу в 1860 году, а в общество вступил в 1863. Торговал красным товаром и имел 2000 рублей состояние. Размеры его торговли сохранялись на одном уровне примерно 20 лет. Вскоре он решил расширяться и, когда его дело охватило всю станицу, он переехал в Ростов-на-Дону.
Его первым приобретением стала вальцовая мельница на углу Береговой улицы и Посоховского переулка (сейчас он носит название пер. 7-го февраля), которая принадлежала купцу Ивану Андреевичу Посохову, а после смерти - сыну и наследнику подпоручику Андрею Ивановичу Посохову, который и продал мельницу Парамонову в 1894 году. Территорию, находившуюся недалеко от мельницы по Береговой, Парамонов застраивает складами, поскольку неподалёку отсюда швартовались суда с грузами, которые затем сгружали на склады.
В Ростове-на-Дону Парамонов начинает покупать высококачественное зерно, перемалывает его и продаёт московскими коллегами, заключая многотысячные сделки. Парамоновская мука зарабатывает золотую медаль на сельскохозяйственной выставке в Париже.
На самом пике процветания мельница сгорела, после чего подскочили цены на хлеб во всем Ростове. Парамонов построил новую мельницу. Оснащенная по последнему слову техники того времени, мельница увеличила товарооборот и качество продукта. Заработав большой капитал, Парамонов продолжает расширяет своё дело. Он решил покупать пароходы, чтобы не пользоваться услугами посредников и самому доставлять груз к заказчикам в другие страны. Кроме этого Парамонов вёл дела в сфере горного дела, потому что для судоходства требовалось большое количество угля, для чего он и купил себе несколько небольших шахт, которые он приобрёл у вдовы Панченко.
Парамонов активно участвовал в биржевой деятельности и развитии купеческого дела. Умер Елпидифор Трофимович в своем доме по Малой Садовой 29 декабря 1909 года после ампутации ноги в следствии гангренозного заражения.
В 1908 году Е. Т. Парамонов был награждён золотой медалью «За усердие».

## Семья
Дети:
- Парамонов, Пётр Елпидифорович (1869—1940).[2]
- Парамонов, Николай Елпидифорович (1876—1951) — ростовский издатель, просветитель, меценат, владелец шахт и заводов.
- Парамонова Любовь Елпидифоровна (1877—1947).
- Парамонова Агния Елпидифоровна (1877—1956).